# Taça Brasil 1961
La Taça Brasil 1961 (in italiano Coppa Brasile 1961) è stata la 3ª edizione del torneo. Vi parteciparono le squadre vincitrici di 17 campionati statali disputati l'anno precedente, più il Palmeiras campione in carica.

## Formula
- Primo turno: 4 gruppi da 4 squadre ciascuno divisi geograficamente. Le squadre disputano semifinali e finale in modo da designare la vincitrice di ogni gruppo, che si qualifica alla fase seguente.

- Secondo turno: le 2 vincitrici dei gruppi si affrontano per determinare le finaliste. Le squadre sono divise per regione di provenienza in due zone (Nord e Sud)

- Fase finale: le 2 vincitrici si affrontano in semifinale con le squadre campioni di San Paolo e del Pernambuco. Le due vincitrici si qualificano per la finale.

## Partecipanti
| Squadra       | Città          | Stato               |
| ------------- | -------------- | ------------------- |
| ABC           | Natal          | Rio Grande do Norte |
| America-RJ    | Rio de Janeiro | Guanabara           |
| Bahia         | Salvador       | Bahia               |
| Campinense    | Campina Grande | Paraíba             |
| Coritiba      | Curitiba       | Paraná              |
| Cruzeiro      | Belo Horizonte | Minas Gerais        |
| CSA           | Maceió         | Alagoas             |
| Fonseca       | Niterói        | Rio de Janeiro      |
| Fortaleza     | Fortaleza      | Ceará               |
| Grêmio        | Porto Alegre   | Rio Grande do Sul   |
| Metropol      | Criciúma       | Santa Catarina      |
| Moto Club     | São Luís       | Maranhão            |
| Náutico       | Recife         | Pernambuco          |
| Palmeiras     | San Paolo      | San Paolo           |
| Remo          | Belém          | Pará                |
| Santa Cruz    | Estância       | Sergipe             |
| Santo Antônio | Vitória        | Espírito Santo      |
| Santos        | Santos         | San Paolo           |

## Primo turno

### Gruppo Nord-Est

#### Semifinali

##### Andata
| Aracaju 20 luglio 1961 | Santa Cruz-SE | 0 – 2 | Bahia |  |

| Maceió 23 luglio 1961 | CSA | 2 – 3 | Campinense |  |

##### Ritorno
| Salvador 3 agosto 1961 | Bahia | 3 – 1 | Santa Cruz-SE |  |

| Campina Grande 30 luglio 1961 | Campinense | 2 – 1 | CSA |  |

#### Finale

##### Andata
| Campina Grande 24 settembre 1961 | Campinense | 0 – 3 | Bahia |  |

##### Ritorno
| Salvador 29 settembre 1961 | Bahia | 1 – 0 | Campinense |  |

### Gruppo Nord

#### Semifinali

##### Andata
| Belém 16 luglio 1961 | Remo | 4 – 0 | Moto Club |  |

| Fortaleza 16 luglio 1961 | Fortaleza | 3 – 1 | ABC |  |

##### Ritorno
| São Luís 23 luglio 1961 | Moto Club | 3 – 3 | Remo |  |

| [[Natal]] 23 luglio 1961 | ABC | 1 – 1 | Fortaleza |  |

#### Finale

##### Andata
| Belém 13 agosto 1961 | Remo | 1 – 0 | Fortaleza |  |

##### Ritorno
| Fortaleza 13 agosto 1961 | Fortaleza | 2 – 1 | Remo |  |

##### Spareggio
| Fortaleza 13 agosto 1961 | Fortaleza | 2 – 0 | Remo |  |

### Gruppo Sud

#### Semifinale

##### Andata
| San Paolo 12 luglio 1961 | Palmeiras | 2 – 0 | Coritiba |  |

| Criciúma 2 agosto 1961 | Metropol | 1 – 6 | Grêmio |  |

##### Ritorno
| Curitiba 23 luglio 1961 | Coritiba | 3 – 1 | Palmeiras |  |

| Porto Alegre 9 agosto 1961 | Grêmio | 2 – 3 | Metropol |  |

##### Spareggi
| Curitiba 9 agosto 1961 | Coritiba | 1 – 4 | Palmeiras |  |

| Porto Alegre 16 agosto 1961 | Grêmio | 3 – 1 | Metropol |  |

#### Finale

##### Andata
| Porto Alegre 20 settembre 1961 | Palmeiras | 0 – 3 | Grêmio |  |

##### Ritorno
| San Paolo 27 settembre 1961 | Grêmio | 1 – 1 | Palmeiras |  |

### Gruppo Est

#### Semifinali

##### Andata
| Niterói 9 luglio 1961 | Fonseca | 0 – 0 | América |  |

| Vitória 23 luglio 1961 | Santo Antônio | 1 – 3 | Cruzeiro |  |

##### Ritorno
| Rio de Janeiro 13 luglio 1961 | América | 3 – 0 | Fonseca |  |

| Belo Horizonte 30 luglio 1961 | Cruzeiro | 2 – 1 | Santo Antônio |  |

#### Finale

##### Andata
| Rio de Janeiro 23 agosto 1961 | América | 2 – 1 | Cruzeiro |  |

##### Ritorno
| Belo Horizonte 30 agosto 1961 | Cruzeiro | 1 – 1 | América |  |

## Secondo turno

### Zona Nord

#### Finale

##### Andata
| Salvador 26 ottobre 1961 | Bahia | 2 – 0 | Fortaleza |  |

##### Ritorno
| Fortaleza 26 ottobre 1961 | Fortaleza | 2 – 3 | Bahia |  |

### Zona Sud

#### Finale

##### Andata
| San Paolo 15 ottobre 1961 | Palmeiras | 1 – 1 | América |  |

##### Ritorno
| Rio de Janeiro 18 ottobre 1961 | América | 2 – 1 | Palmeiras |  |

## Fase finale

### Semifinali

#### Andata
| Rio de Janeiro 11 novembre 1961 | América | 2 – 6 | Santos |  |

| Recife 23 novembre 1961 | Náutico | 0 – 0 | Bahia |  |

#### Ritorno
| Santos 19 novembre 1961 | Santos | 0 – 1 | América |  |

| Salvador 27 novembre 1961 | Bahia | 1 – 0 | Náutico |  |

#### Spareggio
| Santos 21 novembre 1961 | Santos | 6 – 1 | América |  |

### Finale

#### Andata
| Salvador 22 dicembre 1961 | Bahia | 1 – 1 | Santos |  |

#### Ritorno
| Santos 27 dicembre 1961 | Santos | 5 – 1 | Bahia |  |

## Verdetti
- Santos vincitore della Taça Brasil 1961 e qualificato alla Coppa Libertadores 1962.